# Lip Service (гурт)
Lip Service (кор. 립서비스) — південнокорейське тріо, сформоване Now Entertainment у Сеулі, Південна Корея. Вони дебютували 4 лютого 2014 року з синглом «Yum Yum Yum».
19 серпня 2017 року BiPa оголосила через свій обліковий запис Instagram, що гурт «фактично розпався», що було додатково підтверджено тим, що офіційні акаунти гурту перестали працювати приблизно в той же час. Після розформування Анна приєдналася до танцювальної команди «Aura», використовуючи своє ім'я при народженні Инкюн, і виступала в якості дублюючої танцівниці під час виступу Теміна з Shinee «Move» під час Dream Concert у 2018 році, тоді як BiPa стала моделлю та працює над своєю сольною музичною кар'єрою.

## Учасниці
- BiPa (비파) (2014–2017)[4]
- Anna (애나) (2014–2017)[5]
- Cora (코라) (2014–2015)[6]
- CinD (신디) (2016)[7]

## Дискографія

### Мініальбоми
| Назва | Деталі альбому | Пікові позиції у чарті | Продажі |
| Назва | Деталі альбому | KOR                    | Продажі |
| ----- | --- | ---------------------- | ------- |
| Hello | - Реліз: 18 березня 2016 - Лейбл: Chorok Entertainment, Sony Music Korea - Формат: CD, цифрове завантаження Трек-лист 1. «Okey Dokey» (кор. 오키도키) 2. «Hello» (кор. 이슬만 먹고) | 46                     | Н/Д     |

### Сингли
| Назва                                                                    | Рік  | Пікові позиції у чартах | Продажі | Альбом                |
| Назва                                                                    | Рік  | KOR                     | Продажі | Альбом                |
| ------------------------------------------------------------------------ | ---- | ----------------------- | ------- | --------------------- |
| «Yum Yum Yum» (냠냠냠)                                                   | 2014 | —                       | Н/Д     | Не увійшов до альбому |
| «Too Fancy» (돈비싸)                                                     | 2014 | —                       | Н/Д     | Не увійшов до альбому |
| «Relax» (유치뽕)                                                         | 2014 | —                       | Н/Д     | Не увійшов до альбому |
| «In The Spring» (봄 되면 어쩌나) feat. J-Lin                             | 2015 | —                       | Н/Д     | Не увійшов до альбому |
| «Hello» (이슬만 먹고)                                                    | 2016 | —                       | Н/Д     | Hello                 |
| «—» релізи, що не потрапили у чарти або не були випущені у відповідних р |      |                         |         |                       |

### Саундтреки
| Рік  | Пісня                                         | Серіал                |
| ---- | --------------------------------------------- | --------------------- |
| 2015 | «Love on a Rooftop» (오늘부터 사랑해) з J-Lin | Love on a Rooftop OST |